# Arcyodes
Arcyodes is een monotypisch geslacht van slijmzwammen uit de familie Trichiidae. De typesoort is Arcyodes incarnata.